# 瓜生外吉
瓜生外吉（日语：／ Uryū Sotokichi，1857年1月27日—1937年11月11日），大日本帝国海军將領，服役时间历明治、大正、昭和三朝，日俄战争期间率领第二舰队第4战队参加了仁川海战和对马海峡海战。最终军阶为海军大将。受封正三位、勋一等、功二级、男爵。

## 简历
瓜生外吉的生父为加賀藩支藩大圣寺藩藩士瓜生吟弥。1872年（明治5年），瓜生进入海軍兵學寮就读。1874年加入同年创设的东京第一长老教会。
1875年（明治8年）6月9日赴美留学。1881年（明治14年）10月2日毕业于美国海军学院，同年11月任海军中尉。此后陆续担任炮舰摄津分队长、蒸汽风帆护卫舰海门分队长、铁甲舰扶桑分队长、海軍大臣传令使、海军将官会议书记、参谋本部海军部第3局第2课长、防护巡洋舰浪速副舰长等职务。
1891年（明治24年），晋升为海军大佐。同年7月23日-12月14日，任炮舰赤城舰长。后任橫須賀鎮守府海兵团长（即水兵新兵训练长官）。
1892年9月5日起至1896年8月31日，任驻法国公使馆海军武官。
1897年1月27日，任防护巡洋舰秋津洲舰长。同年6月1日-12月28日任扶桑舰长。10月在指挥舰艇在恶劣天气下航行时，与松島、嚴島发生碰撞，造成舰艇严重损伤。1898年4月因此次事故被判处禁锢3个月的处分。返回军中服役后，任佐世保鎮守府军港部长。
1899年2月1日-6月17日，出任松島舰长。同年6月17日至1900年5月21日，改任战列舰八島舰长。
1900年5月21日，晋升为海军少将，担任军令部第1局长。
1904年，任第二舰队第4战队司令。在任内指挥第4战队取得日俄战争揭幕战之一仁川海战的胜利。同年6月6日，晋升为海军中将。
1905年，带领第4战队参加对马海峡海战。战后，12月20日任竹敷要港部司令。
1906年，改任佐世保鎮守府司令长官。
1907年，受封男爵。
1909年，出任橫須賀鎮守府司令长官。
1912年（大正元年）10月16日，晋升为海军大将。同年担任临时博览会临时总裁。
1913年，转入预备役。
1914年，作为日本代表参加巴拿马运河开通纪念博览会。1922年起至1925年任貴族院男爵议员。1927年（昭和2年）退役。1937年逝世，葬于青山靈園。
瓜生本人有6年的留美经历，而其妻繁子同样是留美学生，曾作为明治新政府首批赴美留学生而留学10年。义兄为战前日本财阀三井物產创始人之一益田孝。女婿为众议院议员森恪，日本出兵山东干涉北伐的推动者之一，鼓吹满蒙与中国分离等对华强硬政策，同时涉及参与皇姑屯事件。其子瓜生武雄为海兵33期海军少尉，在34期远洋航行时因所搭乘的松岛发生爆炸事故而身亡。

## 荣勋
- 1889年（明治22年）
  - 11月18日 - 從六位[3]

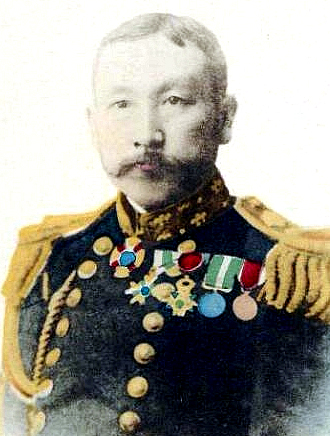
瓜生外吉

  - 11月29日 - 大日本帝国宪法发布纪念章[4]
- 1892年（明治25年）11月29日 - 勳六等瑞寶章[5]
- 1896年（明治29年）11月25日 - 勳五等瑞寶章[6]
- 1901年（明治34年）12月27日 - 勳二等旭日重光章[7]
- 1906年（明治39年）4月1日 - 功二級金鵄勳章、勳一等旭日大綬章、明治三十七八年从军纪念章[8]
- 1907年（明治40年）9月21日 - 男爵 [9]
- 1909年（明治42年）12月20日 - 從三位 [10]
- 1912年（大正元年）12月28日 - 正三位[11]
- 1915年（大正4年）11月10日 - 大礼纪念章[12]
- 1937年（昭和12年）11月11日 - 勋一等旭日桐花大绶章（日语：勲一等旭日桐花大綬章）[13]